# Lusaka
Lusaka je glavni i najveći grad Zambije. Nalazi se na jugu države, stotinjak kilometara sjeverozapadno od granice sa Zimbabveom, u blizini rijeke Kafue, pritoke Zambezija, na nadmorskoj visini od oko 1300 m. Sjedište je istoimene pokrajine. U gradu je razvijena industrija traktora, kemijska, tekstilna i prehrambena industrija, proizvodnja obuće, cementa, duhana i drugo. Sveučilište u Lusaki osnovano je 1965. godine. Grad ima i visoke škole, kazalište itd.
Željezničkom prugom TAZARA, dugom 1.860 km, Lusaka je povezana s Dar-es-Salaamom u Tanzaniji, na obali Indijskog oceana. Tu se nalazi i međunarodna zračna luka. U blizini je hidroelektrana na rijeci Kafue, jačine 900 MW.
Godine 2010. Lusaka je imala 1.742.979 stanovnika.

## Povijest
Grad je osnovan godine 1913. Od 1935. do 1964. bio je administrativni centar britanskog protektorata Sjeverna Rodezija, a od 1964. je zambijski glavni grad.
Lusaka je bila mjesto održavanja III. konferencije nesvrstanih zemalja, 8. – 10. rujna 1970. godine.

## Vanjske poveznice
- Službena stranica (engl.)
- Lusaka na stranici Turističke zajednice Zambije (engl.)

### Ostali projekti
|  | Zajednički poslužitelj ima još gradiva o temi Lusaka |